# Lenna
Лена (енгл. Lenna) је име дато за стандардну тест слику која се широко користи у области обраде слике, почев од 1973. године. Модел са слике је Лена Содерберг, а фотографисао је Двајт Хукер. Слика је исечена са насловнице новембарског издања Плејбој (часопис) 1972-е.

## Историјат
Пре Лене, прва употреба слике из часописа Плејбој слике за илустрацију алгоритама за обраду слике се догодила у 1961. години. Лоренс Робертс је користио две исечене шестобитне црно-беле слике које су биле скениране помоћу факса. Слике које је користио биле су слике Плејбој зечице Теди Смит (право име Делајла Хенри), сликане за јуловско издање 1960. године, са назнаком ауторства, за његову докторску дисертацију на МИТ-у на тему губитка квалитета слике.
Слика Лена је била предвиђена за студију обраде слика високих резолуција у боји, и сам историјат је описан у мају 2001. године, у часопису Института инжењера електротехнике и електронике, у чланку Џејмија Хачинсона:
Александер Савчук је рекао да је био Јун или Јул 1973. када је, као тадашњи асистент на електроинжењерству у склопу Института за прераду слика и сигнала (ИПСС) Универзитета јужне Калифорније, заједно са апсолвентом and the ИПСС менаџером лабораторије, ужурбано претраживао лабораторију ради добре слике за скенирање на конференцијском папиру колеге. Уморили су се од њихових стандардних слика за тестирање, за које је рекао да су биле глупе слике из ТВ часописа раних 1960-их. Хтели су нешто сјајно да би осигурали добар учинак помоћу динамичне слике, и такође су само желели људско лице. У том тренутку, неко је ушао у просторију са најновијим бројем Плејбоја.

Инжењери су одсекли горњу трећину насловнице, тако да су могли да њиме обавежу бубањ њиховог Muirhead жичаног фотоскернера, који су претходно припремили са аналогно дигиталним конвертерима (по један за црвени, зелени и плави канал) и HP 2100 миникомпјутер. Muirhead је имао фиксну резолуцију од 100 линија по инчу, а инжењери су хтели 512x512 слику, па су ограничили скен на горњих 5.12 инча слике, и притом ефективно кроповали рамена.
Овај скен је постао један од најчешће коришћених слика у компјутерској историји. У издању Института инжењера електротехнике и електронике на тему обраде слике из 1999,  "Лена" је коришћена у три одвојена чланка , да би после тога наставила да се појављује у научним часописима током почетка 21. века. Лена је широко прихваћена у заједници која се бави обрадом слике до те мере да је Содербергова била гост на 50. годишњој конференцији Друштва за науку и технологију у домену слика (ИС&Т) у 1997. години. Употреба ове слике у развоју дигиталних слика је означена као "један од најважнијих догађаја у [својој] историји". у 2015. години, Лена Содерберг је такође била почасни гост на банкету међународне конференције за обраду слика IEEE 2015. године Након што је одржала говор, она је предводила церемонију доделе главне награде.
Да би објаснио Ленину популарност, Дејвид С. Мансон, главни уредник IEEE сектора за обраду слика, истакао је да је ово је била добра тест слика, управо због њених детаља, равних површина, сенки и текстура. Међутим, он је такође истакао да је њена популарност била у великој мери и зато што је слика атрактивне жене, која се нашла у пољу науке у којој су већином били мушкарци. 
Упркос чињеници да је Плејбој често упозоравао научне часописе због коришћења њиховог материјала у својим публикацијама, током времена је одлучили су да дозволе широку примену Лене. Ајлин Кент, потпредседник одељења нових медија у Плејбоју је рекао: "Одлучили смо да треба да искористимо ово, јер је феномен."

## Спорови
Употреба слике је произвела разне полемике, јер се Плејбој понекад сматра за понижавајућ према женама и фотографија Лене је представљена као пример сексизма у науци, која подупире родне стереотипе.
У 2012. години часопис је за очитавање компресије користио слику фото модела Фабија Ланцонија као тест слику да би скренуо пажњу на овај проблем.
Употреба тест слике у средњој школи за науку и технологију Томас Џеферсон у округу Ферфакс, у Вирџинији, је изазвало новинара "Вашингтон пост"-а да 2015. године укаже на штетан утицај на студенткиње из информатике: 
Први пут сам видела слику Плејбој мисице из новембра 1972. пре годину дана као бруцош на ТЏ. Професор из вештачке интелигенције је нашој групи рекао да нађу на Гуглу слику Лене Содерберг (али не целу слику) и ту слику искористио за наш програмерски задатак.

Када сам имала 16 година, веровала сам да припадам групи за рачунарске науке која је била доминантнија мушкарцима. Покушала сам да изолујем мушке сексистичке коментаре. Због чега се једна напредна научна, технолошка, инжењерска и математичка школа користи Плејбој насловницом у својим учионицама? Као резултат овога, неке младе жене одлучују да се не баве каснијим курсевима из рачунарских наука.

## Рестаурација
Септембра 2013. године Џеф Сеидман из Друштва за науку и технологију у домену слика је радио са Плејбојом на рестаурацији слике са њених оригиналних негатива.